# Andrea Martin
Andrea Monica Martin, född 14 april 1972 i Brooklyn i New York, död 27 september 2021 i New York, var en amerikansk sångare och låtskrivare. Hon har skrivit flera hitlåtar, däribland Toni Braxtons "I Love Me Some Him", Monicas "Before You Walk Out of My Life", Angie Stones "Wish I Didn't Miss You", och En Vogues "Don't Let Go (Love)". Martin släppte sitt debutalbum The Best of Me 1998. Singeln "Let Me Return The Favor" gick in på Billboards Hot 100-lista där den nådde plats 82.